# フェルナンダ・リベイロ
フェルナンダ・リベイロ (Maria Fernanda Moreira Ribeiro、1969年6月23日- )は、ポルトガルの陸上競技選手である。1996年アトランタオリンピック女子10000 mの金メダリストである。
リベイロは、1995年に5000mでイングリッド・クリスチャンセン（ ノルウェー）が持っていた14分37秒33の世界記録を破り、14分36秒45の世界新記録を樹立している。

## 自己ベスト
- 2000 m - 5分37秒88 (1996年)
- 5000 m - 14分36秒45 (1995年)
- 10000 m - 30分22秒88 (2000年)
- マラソン - 2時間29分48秒 (2006年)

## 主な実績
| 年   | 大会                     | 場所           | 種目   | 結果 | 記録       |
| ---- | ------------------------ | -------------- | ------ | ---- | ---------- |
| 1988 | 世界ジュニア陸上選手権   | サドバリー     | 3000m  | 2位  | 9分15秒33  |
| 1994 | ヨーロッパ室内陸上選手権 | パリ           | 3000m  | 1位  | 8分50秒47  |
| 1994 | ヨーロッパ陸上選手権     | ヘルシンキ     | 10000m | 1位  | 31分08秒75 |
| 1994 | IAAFワールドカップ       | ロンドン       | 10000m | 2位  | 31分04秒25 |
| 1995 | 世界陸上イェーテボリ大会 | イェーテボリ   | 5000m  | 2位  | 14分48秒54 |
| 1995 | 世界陸上イェーテボリ大会 | イェーテボリ   | 10000m | 1位  | 31分04秒99 |
| 1996 | ヨーロッパ室内陸上選手権 | ストックホルム | 3000m  | 1位  | 8分39秒49  |
| 1996 | アトランタオリンピック   | アトランタ     | 10000m | 1位  | 31分01秒63 |
| 1997 | 世界室内陸上選手権       | パリ           | 3000m  | 3位  | 8分49秒79  |
| 1997 | 世界陸上アテネ大会       | アテネ         | 5000m  | 3位  | 14分58秒85 |
| 1997 | 世界陸上アテネ大会       | アテネ         | 10000m | 2位  | 31分39秒15 |
| 1998 | ヨーロッパ室内陸上選手権 | バレンシア     | 3000m  | 2位  | 8分51秒42  |
| 1998 | ヨーロッパ陸上選手権     | ブダペスト     | 10000m | 2位  | 31分32秒42 |
| 2000 | シドニーオリンピック     | シドニー       | 10000m | 3位  | 30分22秒88 |